# Dittelsheim-Heßloch
Dittelsheim-Heßloch est une municipalité allemande située dans le land de Rhénanie-Palatinat et l'arrondissement d'Alzey-Worms.